# 光鳞鲨
光鳞鲨（学名：Nebrius macrurus）为须鲨科光鳞鲨属的鱼类。在中国，分布于南海等海域。